# Gaston d'Orléans (2009)
Pour les articles homonymes, voir Gaston d'Orléans.
Titre
Héritier du trône de France
(succession orléaniste)
Depuis le 21 janvier 2019
(6 ans, 6 mois et 26 jours)
Gaston d'Orléans, né le 19 novembre 2009 à Paris (14e arrondissement), qui porte le titre de courtoisie de prince d'Orléans, est un membre de la maison d'Orléans, fils aîné de Jean d'Orléans, comte de Paris, et de son épouse Philomena de Tornos y Steinhart.

## Biographie

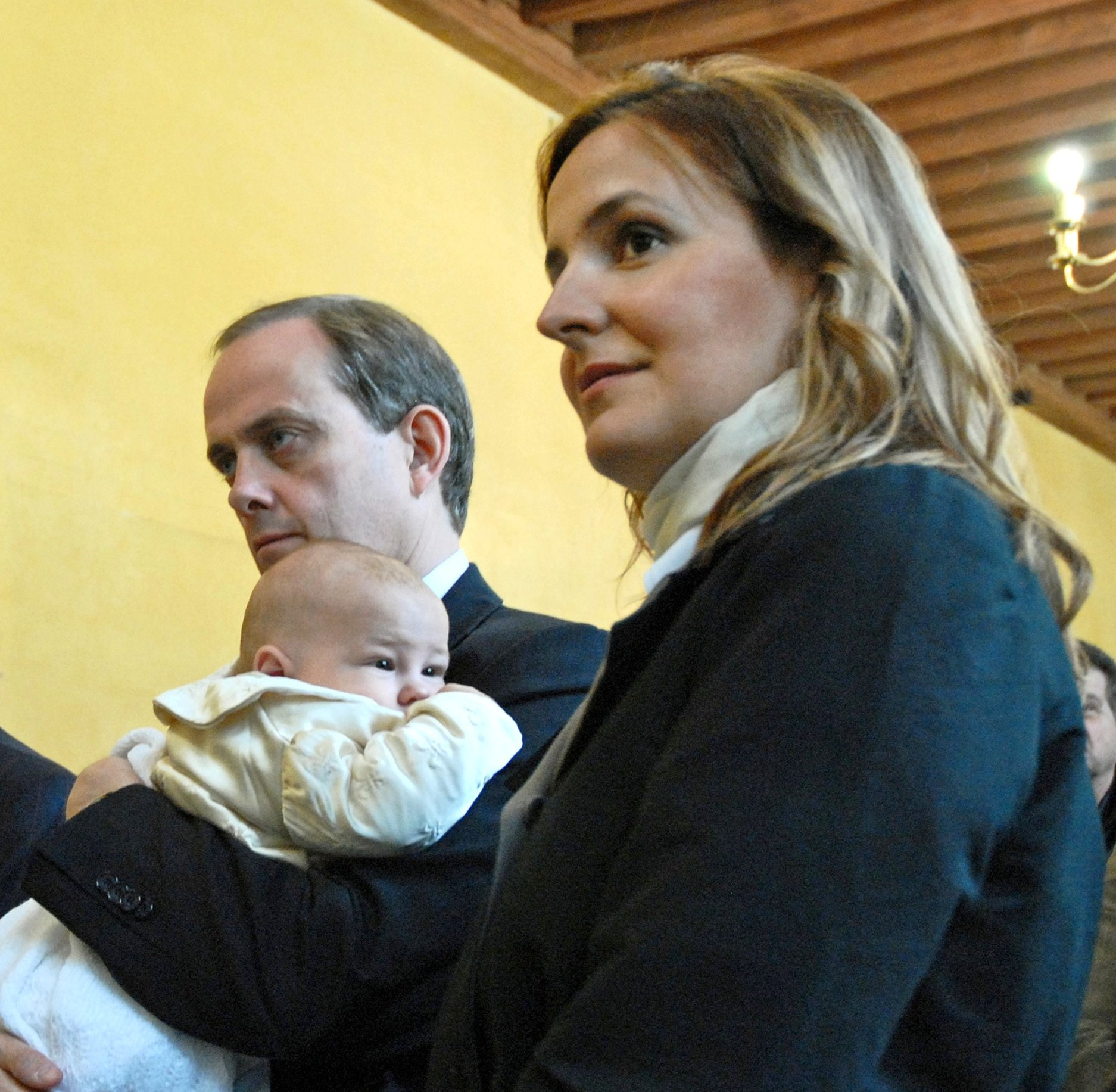
Jean d'Orléans, son épouse Philomena de Tornos y Steinhart et leur fils Gaston lors de son baptême.

Il est baptisé le 8 décembre 2009 en la basilique Sainte-Clotilde, dans le 7e arrondissement de Paris. Il est le filleul du prince Charles de Bourbon des Deux-Siciles, duc de Castro, du prince Eudes d'Orléans, duc d'Angoulême (son oncle paternel), du comte François-Pierre de Feydeau, de la princesse Astrid de Belgique, de la comtesse Jean d'Haussonville (née Maria Magdalena de Tornos y Steinhart, sa tante maternelle) et de la comtesse de El Abra, sa grand-tante maternelle.
Jusqu'à la rentrée 2023, il est scolarisé à l'école Saint-Joseph-des-Carmes, établissement catholique de Montréal (Aude), près de Carcassonne, dirigé par la Fraternité sacerdotale Saint-Pie-X, d'abord comme pensionnaire puis comme externe lorsque la famille a dû quitter Dreux pour s'installer à Montréal (Aude).
À la mort de son grand-père paternel Henri d’Orléans, qui portait les titres de courtoisie de comte de Paris et duc de France, le 21 janvier 2019, son père devient prétendant orléaniste au trône de France. Depuis lors, Gaston est de ce fait considéré par les orléanistes comme le dauphin de France.
Il effectue son premier engagement officiel comme dauphin en assistant avec ses parents, le 2 mai 2019 au château d'Amboise, à la rencontre entre le président de la République française, Emmanuel Macron, et le président de la République italienne, Sergio Mattarella.
Il assiste ensuite à la cérémonie de réouverture de la cathédrale Notre-Dame de Paris avec son père le 7 décembre 2024.

## Titulature et armoiries

### Titulature
Les titres portés actuellement par les membres de la maison d’Orléans n’ont pas d’existence juridique en France et sont considérés comme des titres de courtoisie. Ils sont attribués par le chef de maison.
- 19 novembre 2009 – 21 janvier 2019 : Son Altesse Royale le prince Gaston d'Orléans (naissance) ;
- depuis le 21 janvier 2019 : Son Altesse Royale le dauphin de France.

### Armoiries
Depuis le décès de son grand-père, en qualité de fils aîné du chef de maison et prétendant au trône de France, le prince Gaston porte les armoiries suivantes :
| Figure | Blasonnement |
|        | Écartelé au 1 et 4 d'azur à trois fleurs de lys d'or (qui est de France) et au 2 et 3 d'or à un dauphin d'azur, crêté, barbé, loré, peautré et oreillé de gueules (qui est du dauphiné de Viennois). |